# Jack Della Maddalena
Giacomo Della Maddalena, detto Jack (Perth, 10 settembre 1996), è un artista marziale misto australiano di origini italiane.
Conosciuto anche con l'acronimo JDM, è l'attuale campione UFC dei pesi welter e il numero otto della classifica pound-for-pound dell'organizzazione statunitense.

## Biografia
Nato a Perth, Della Maddalena ha origini italiane da parte del nonno, emigrato in Australia dalla Sardegna.
Dopo aver iniziato a giocare a rugby a otto anni, decide di passare al pugilato e poi alle arti marziali miste, inizialmente solo per migliorare la sua forma fisica per le partite di rugby, e poi innamorandosi definitivamente degli sport da combattimento.

## Carriera
Dopo aver perso i primi due incontri professionali, Della Maddalena vince i nove incontri successivi, vincendo e difendendo quattro volte la cintura dei pesi welter dell'Eternal Championship.
Riceve il suo primo contratto UFC nel 2021 dopo aver sconfitto per decisione unanime il congolese Ange Loosa nella Dana White's Contender Series.
Fa il suo debutto UFC il 22 gennaio 2022 battendo Pete Rodriguez per ko tecnico alla prima ripresa.
Il 10 maggio 2025 affronta il campione UFC dei pesi welter Belal Muhammad a Montréal sconfiggendolo per decisione unanime e vincendo così la cintura.

## Risultati nelle arti marziali miste
| Risultato | Record | Avversario     | Metodo                           | Evento                                   | Data              | Round | Tempo | Città      | Note                                                         |
| --------- | ------ | -------------- | -------------------------------- | ---------------------------------------- | ----------------- | ----- | ----- | ---------- | ------------------------------------------------------------ |
| Vittoria  | 18–2   | Belal Muhammad | Decisione (unanime)              | UFC 315                                  | 10 maggio 2025    | 5     | 5:00  | Montreal   | Vince il titolo UFC dei pesi welter. Fight of the Night.     |
| Vittoria  | 17–2   | Gilbert Burns  | KO (ginocchiata e gomitate)      | UFC 299                                  | 9 marzo 2024      | 3     | 3:43  | Miami      | Performance of the Night.                                    |
| Vittoria  | 16–2   | Kevin Holland  | Decisione (maggioranza)          | UFC Fight Night: Grasso vs. Shevchenko 2 | 16 settembre 2023 | 3     | 5:00  | Las Vegas  |                                                              |
| Vittoria  | 15–2   | Bassil Hafez   | Decisione (maggioranza)          | UFC on ESPN: Holm vs. Bueno Silva        | 15 luglio 2023    | 3     | 5:00  | Las Vegas  | Fight of the Night.                                          |
| Vittoria  | 14–2   | Randy Brown    | Sottomissione (rear-naked choke) | UFC 284                                  | 12 febbraio 2023  | 1     | 2:13  | Perth      | Performance of the Night.                                    |
| Vittoria  | 13–2   | Danny Roberts  | KO tecnico (pugni)               | UFC Fight Night: Nzechukwu vs. Cuțelaba  | 19 novembre 2022  | 1     | 3:24  | Las Vegas  | Performance of the Night.                                    |
| Vittoria  | 12–2   | Ramazan Emeev  | KO tecnico (pugni)               | UFC 275                                  | 11 giugno 2022    | 1     | 2:32  | Kallang    | Performance of the Night.                                    |
| Vittoria  | 11–2   | Pete Rodriguez | KO tecnico (pugni)               | UFC 270                                  | 22 gennaio 2022   | 1     | 2:59  | Anaheim    |                                                              |
| Vittoria  | 10–2   | Ange Loosa     | Decisione (unanime)              | Dana White's Contender Series 39         | 14 settembre 2021 | 3     | 5:00  | Las Vegas  |                                                              |
| Vittoria  | 9–2    | Aldin Bates    | KO (pugni)                       | Eternal MMA 53                           | 10 ottobre 2020   | 1     | 1:12  | Perth      | Difende il titolo EMMA dei pesi welter.                      |
| Vittoria  | 8–2    | Glen Pettigrew | KO tecnico (pugni)               | Eternal MMA 51                           | 29 febbraio 2020  | 2     | 1:55  | Perth      | Difende il titolo EMMA dei pesi welter.                      |
| Vittoria  | 7–2    | Kevin Jousset  | KO tecnico (stop medico)         | Eternal MMA 48                           | 4 ottobre 2019    | 2     | 5:00  | Melbourne  | Difende il titolo EMMA dei pesi welter.                      |
| Vittoria  | 6–2    | Dean Abramo    | KO tecnico (pugni)               | Eternal MMA 37                           | 22 settembre 2018 | 1     | 2:27  | Perth      | Difende il titolo EMMA dei pesi welter.                      |
| Vittoria  | 5–2    | Luke Howard    | KO (pugni)                       | Eternal MMA 31                           | 10 marzo 2018     | 2     | 0:28  | Perth      | Vince il titolo EMMA dei pesi welter.                        |
| Vittoria  | 4–2    | James Duckett  | Sottomissione (rear-naked choke) | Cage Warriors 88                         | 28 ottobre 2017   | 2     | 3:44  | Liverpool  |                                                              |
| Vittoria  | 3–2    | Ty Duncan      | KO tecnico (pugni)               | Eternal MMA 26                           | 8 luglio 2017     | 2     | 0:19  | Gold Coast |                                                              |
| Vittoria  | 2–2    | Glen Pettigrew | KO tecnico (pugni)               | Reign Fighting 3                         | 8 marzo 2017      | 1     | 3:26  | Brisbane   | Vince il titolo Reign Fighting Championship dei pesi welter. |
| Vittoria  | 1–2    | Brandt Cogill  | KO (gomitata)                    | Eternal MMA 20                           | 15 ottobre 2016   | 1     | 1:57  | Gold Coast |                                                              |
| Sconfitta | 0–2    | Darcy Vendy    | Sottomissione (rear-naked choke) | Eternal MMA 17                           | 28 maggio 2016    | 1     | 4:11  | Gold Coast |                                                              |
| Sconfitta | 0–1    | Aldin Bates    | KO tecnico (pugni)               | Eternal MMA 15                           | 12 marzo 2016     | 3     | 2:16  | Perth      | Debutta tra i professionisti.                                |